# Umag Trophy 2014
L'Umag Trophy 2014, seconda edizione della corsa, valido come evento dell'UCI Europe Tour 2014 categoria 1.2, si svolse il 5 marzo 2014 su un percorso di 161 km, con partenza ed arrivo a Umago, in Croazia. Fu vinto dallo sloveno Matej Mugerli, che giunse al traguardo con il tempo di 3h46'59" alla media di 42,55 km/h davanti al croato Matija Kvasina e all'italiano Davide Mucelli.
Al traguardo 157 ciclisti, dei 197 partiti, portarono a termine la competizione.

## Ordine d'arrivo (Top 10)
| Pos. | Corridore         | Squadra       | Tempo    |
| ---- | ----------------- | ------------- | -------- |
| 1    | Matej Mugerli     | Adria Mobil   | 3h46'59" |
| 2    | Matija Kvasina    | Gourmetfein   | a 4"     |
| 3    | Davide Mucelli    | Meridiana     | s.t.     |
| 4    | Martin Otonicar   | Radenska      | a 8"     |
| 5    | Antonio Viola     | Vini Fantini  | s.t.     |
| 6    | Aljaž Hočevar     | Adria Mobil   | s.t.     |
| 7    | Daniel Biedermann | Gourmetfein   | s.t.     |
| 8    | Tomas Kalojiros   | Bauknecht     | s.t.     |
| 9    | Andrej Rajšp      | Radenska      | s.t.     |
| 10   | Filip Eidsheim    | Team Fixit.no | s.t.     |